# Action Democratic Movement Party
Die Action Democratic Movement Party (ADM) ist eine politische Partei in Namibia. Sie wurde 2023 gegründet und ist seit Mai 2024 als politische Partei von der Namibischen Wahlkommission (ECN) anerkannt. Im Vorfeld der Registrierung wurde Naeman Namwandi als Parteipräsident genannt, der jedoch jede Verbindung zur ADM ausschloss.
Interimistischer Parteipräsident ist Vincent Kanyetu, der zuvor Generalsekretär der All People’s Party (APP) und davor der Demokratischen Turnhallenallianz (DTA) war.
Die Partei trat bei der Parlamentswahl 2024 an, bei der sie 0,21 Prozent der Stimmen erhielt.